# Eurovision Song Contest 2021
Eurovision Song Contest 2021, česky také Velká cena Eurovize 2021 (či jen Eurovize 2021), byl 65. ročník soutěže Eurovision Song Contest, který se konal v Rotterdamu v Nizozemsku, a to díky vítězství zpěváka Duncana Laurence s písní „Arcade“ na předchozím ročníku. Nizozemko mělo soutěž pořádat již v roce 2020, ročník byl ale zrušen z důvodu pandemii covidu-19. Soutěž, organizovaná Evropskou vysílací unií (EVU) a stanicemi Nederlandse Publieke Omroep (NPO), Nederlandse Omroep Stichting (NOS) a AVROTROS, se konala v aréně Rotterdam Ahoy. Semifinálová kola se uskutečnila 18. a 20. května, finále pak 22. května 2021. Moderátory přenosů byli televizní moderátoři a zpěváci Chantal Janzen, Edsilia Rombley a Jan Smit, a youtuberka Nikkie de Jager.
Soutěže se zúčastnilo 39 zemí, což je o dva státy méně oproti předchozímu ročníku. 26 zemí do soutěže poslalo stejné interprety, kteří se měli zúčastnit již o rok dříve (s ohledem na pravidla ale s jinými skladbami). V porovnání s rokem 2019 se vrátili Bulharsko a Ukrajina, naopak Černá Hora a Maďarsko ze soutěže odstoupili. Původně se měla zúčastnit také Arménie, která ale odstoupila z důvodu občansko-politické krize po bojích o oblast Náhorního Karabachu. Soutěž nakonec opustilo i Bělorusko, které se dvakrát pokusilo přihlásit skladbu porušující pravidla soutěže.
Vítězem se stala italská skupina Måneskin s písní „Zitti e buoni“. Skladba vyhrála u diváků, u porotců ale skončila až na čtvrtém místě za Švýcarskem, Francií a Maltou, celkem získala 524 bodů.
Soutěž sledovalo 183 milionů diváků, což je o 1 milion více oproti předchozímu ročníku.

## Místo konání

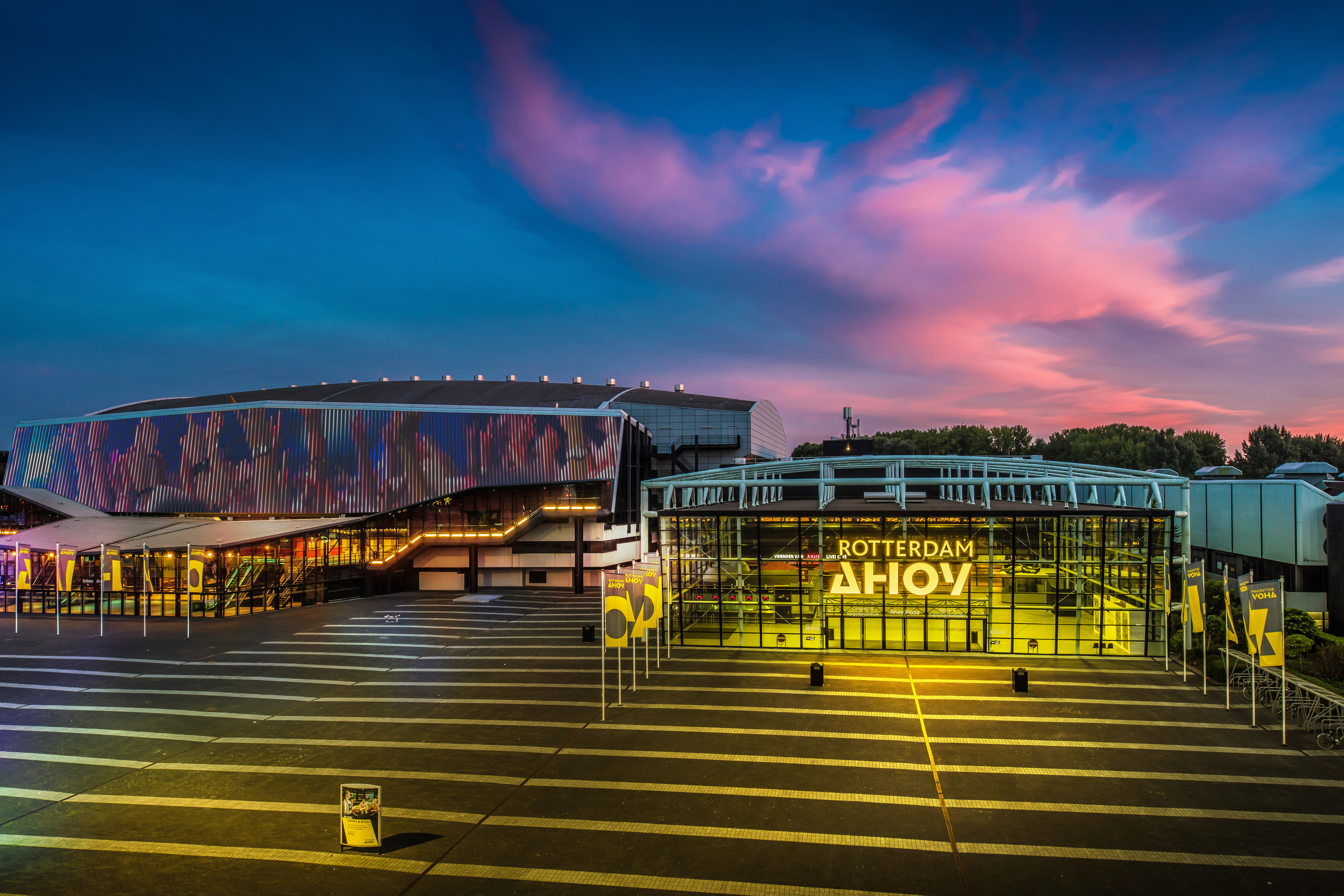
Rotterdam Ahoy, kde se soutěž konala

Po zrušení soutěže Eurovision Song Contest 2020 jednala pořádající Evropská vysílací unie (EVU) s nizozemskými vysílacími společnostmi AVROTROS, NPO a NOS a s městem Rotterdam o tom, zda bude možné v Nizozemsku soutěž pořádat. V květnu 2020 bylo oznámeno, že pořádající město se nezmění.

## Formát soutěže

### Termíny
První semifinále proběhlo v úterý 18. května, druhé o dva dny později. Finále se uskutečnilo v sobotu 22. května.

### Pódium

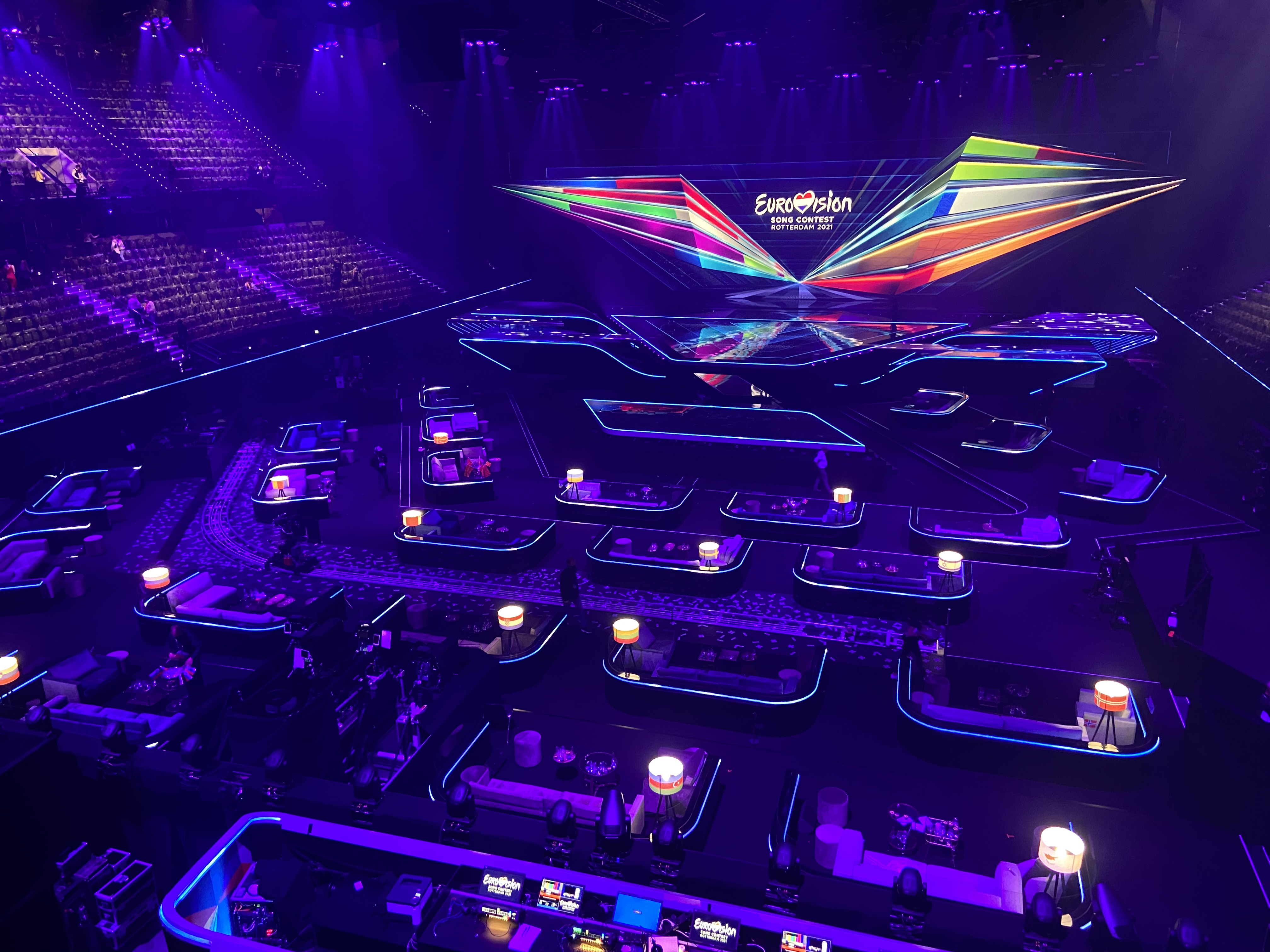
Pódium pro Eurovizi 2021

Během oznámení termínů soutěže výkonný producent Sietse Bakker uvedl, že pódium, které mělo být využito v roce 2020, se nezmění. Jeho design je inspirován sloganem ročníku „Open Up“ a zobrazuje typickou holandskou rovinatou krajinu. Scénu Eurovize navrhl německý scénograf Florian Wieder, který již navrhl pódia pro Eurovizi v letech 2011, 2012, 2015, 2017 a 2019. Hlavní LED obrazovka je 52 metrů široká, 12 metrů vysoká a může se otáčet, další poloprůhledná LED obrazovka je výsuvná a může být použita na vedlejší scéně. Pódium je doplněno o prvky rozšířené reality. Znovu se také po roční pauze přímo do hlavní haly před pódium vrátil Green room – místo, kde se umělci schází po vystoupení.

### Výkonný supervizor
V lednu roku 2020 EBU oznámila, že Jon Ola Sand, který byl na pozici výkonného supervizora po dobu deseti let, po ročníku 2020 skončí. Na jeho místě ho vystřídá Martin Österdahl, který již byl výkonným producentem Eurovize v letech 2013 a 2016.

### Zahajovací a intervalové akty
První semifinále zahájil Duncan Laurence písní „Feel Something“. O mezivystoupení se postarala nizozemská zpěvačka Davina Michelle s písní „Sweet Water“, která spolu s herečkou Thekla Reuten a taneční skupinou představila vystoupení The Power of Water, které odkazuje na soužití Nizozemska s vodou.
Druhé semifinále zahájil breakdancer Redouan Ait Chitt (Redo) a zpěvačka Eefje de Visser vystoupením Forward Unlimited. Mezivystoupení obstarali baletní tanečník Ahmad Joudeh a BMX jezdec Dez Maarsen, jejich vystoupení neslo název Close Encounter of a Special Kind.
Na začátku finále proběhl tradiční vlajkový průvod, který představil všech 26 finálových zemí za doprovodu DJe Pietera Gabriela. V rámci mezivystoupení se představili Duncan Laurence s písněmi „Stars“ a „Arcade“; představení Music Binds Us, na kterém pracovali DJ Afrojack, zpěvačka Glennis Grace a zpěvák Wulf spolu se symfonickým orchestrem, a šest bývalých vítězů Eurovize, jmenovitě Lenny Kuhr (1969), Teach-In s Getty Kaspers (1975), Sandra Kim (1986), Elena Paparizou (2005), Lordi (2006) a Måns Zelmerlöw (2015), na několika místech v Rotterdamu představili své písně v rámci vystoupení Rock the Roof.

### Výroba
Na přípravě ročníku se podílely tři nizozemské televizní organizace – AVROTROS , Nederlandse Omroep Stichting (NOS) a Nederlandse Publieke Omroep (NPO).

### Scénáře konání soutěže
V roce 2021 se za žádných okolností neměla opakovat situace, kdy by musel být celý ročník zrušen. Organizátoři proto na podzim roku 2020 představili 4 scénáře, které měly zajistit, že i v nejnepříznivějším případě se Eurovize uskuteční. V únoru 2021 byl tento přehled aktualizován a zredukován na 3.
- Scénář A – Standardní ročník: Eurovize podle tohoto scénáře by proběhla bez omezení. Na začátku února 2021 bylo oznámeno, že takový scénář je nerealizovatelný.
- Scénář B – Standardní s rozestupy: Tato varianta počítá s tím, že by byla aplikována opatření zavedená místní vládou, zejména by tak všichni přítomní v aréně dodržovali rozestupy 1,5 metru. Z tohoto důvodu by bylo omezeno množství návštěvníků v publiku na maximálně 80 % kapacity, omezeny by byly i jednotlivé národní delegace nebo množství novinářů. Aktivity v Rotterdamu by byly pořádány s ohledem na zajištění bezpečnosti přítomných. Pokud by některé delegace nemohly odcestovat do Nizozemska, bylo by jejich číslo odvysíláno ze záznamu. Všechny zúčastněné země mají povinnost tento záznam do konce března pořídit. Aby byla zajištěna spravedlivá soutěž, musí se všichni řídit stejným protokolem – během 60minutového natáčení má soutěžící tři pokusy, ze kterých následně vedoucí delegace zvolí ten nejlepší. Ve studiu nesmí být publikum, nebude možné využít virtuální realitu, konfety, vodu nebo záběry z dronu. Po pořízení záznamu bude zakázáno ho jakkoliv upravovat, aby se co nejméně lišilo od standardního živého vstupu.[11]
- Scénář C – Přizpůsobení cestovatelským omezením: Eurovize vysílaná z arény Ahoy, ale bez interpretů, národních delegací a novinářů, živě z Rotterdamu by vystupovali pouze moderátoři a hosté v doprovodných vystoupeních. Všechna soutěžní vystoupení by byla vysílána ze záznamu. Kapacita publika by byla omezena na maximálně 80 % podle aktuálních nařízení nizozemské vlády. Množství doprovodných aktivit ve městě by bylo omezeno.
- Scénář D – Eurovize v lockdownu: Pokud by byl v Nizozemsku zaveden lockdown, byla by všechna vystoupení vysílána ze záznamu a ostatní program by z velké části probíhal virtuálně.

## Seznam účastníků

Účastníci prvního semifinále
Automaticky postupující s právem hlasovat v 1. semifinále
Účastníci druhého semifinále
Automaticky postupující s právem hlasovat ve 2. semifinále

EVU 26. října 2020 oznámila, že ročníku se zúčastní stejných 41 zemí, které se měly zapojit do zrušeného ročníku v roce 2020. Bulharsko a Ukrajina se do soutěže vrátily poté, co chyběly v roce 2019, naopak Maďarsko a Černá Hora se ročníku nezúčastnily. Dne 5. března 2021 nicméně Arménie ohlásila, že ze soutěže z důvodu nestabilní domácí situace a nedostatku času odstupuje, na konci března bylo ze soutěže diskvalifikováno Bělorusko. Do ročníku se tak zapojilo 39 států.

### Navrátivší se interpreti
Po zrušení předchozího ročníku bylo umožněno soutěžícím, kteří tímto krokem přišli o svá vystoupení, zúčastnit se tohoto ročníku, nesměli ale využít skladby, se kterými chtěli vystoupit v roce 2020. Nadpoloviční většina zemí se rozhodla, že do tohoto ročníku pošlou stejné soutěžící, kteří se měli zúčastnit Eurovize v roce 2020. Další interpreti dokázali své místo v soutěži obhájit díky vítězství v národních kolech.
Ročníku se zúčastnili tři interpreti, který již byli hlavními představiteli některého ze států v minulých letech, a 5 umělců, kteří v minulosti doprovázeli jiné soutěžící. Natalia Gordienko reprezentovala Moldávii ve finále po boku zpěváka Arsenia v roce 2006. Senhit reprezentovala San Marino v semifinále v roce 2011 a Sanja Vučić (členka skupiny Hurricane) soutěžila v roce 2016. Další členka této skupiny, Ksenija Knežević, doprovázela zpěváka Kneze, Vincent Bueno doprovázel vokály Nathana Trenta v roce 2017, Vasil doprovázel v roce 2019 Tamaru Todevskou a Destiny doprovázela zpěvačku Michelu Pace. Destiny také v roce 2015 vyhrála juniorskou Eurovizi, které se o rok později zúčastnila také Stefania jako členka nizozemské skupiny Kisses. 
|                    | Stejný interpret | Stejný interpret   | Nový interpret            | Nový interpret                                                                                       |
| Interní rozhodnutí | Vítěz národní soutěže | Interní rozhodnutí | Vítěz národní soutěže     | |
| ------------------ | --- | ------------------ | ------------------------- | --- |
| Země               | - Austrálie - Ázerbájdžán - Belgie - Bulharsko - Česko - Gruzie - Irsko - Island - Izrael - Lotyšsko - Malta - Moldavsko - Nizozemsko - Rakousko - Rumunsko - Řecko - San Marino - Severní Makedonie - Slovinsko - Spojené království - Srbsko - Španělsko - Švýcarsko - Ukrajina | - Estonsko - Litva | - Kypr - Německo - Polsko | - Albánie - Dánsko - Finsko - Francie - Chorvatsko - Itálie - Norsko - Portugalsko - Rusko - Švédsko |
| Počet              | 24 | 2                  | 3                         | 10                                                                                                   |
| Celkem             | 26 | 26                 | 13                        | 13                                                                                                   |

### První semifinále
Prvního semifinále se zúčastnilo celkem 16 zemí. Odehrálo se 18. května ve 21 hodin místního času. Hlasovat mohli diváci z těchto zemí, Nizozemska a dvou zemí tzv. Velké pětky, konkrétně z Itálie a Německa. Bělorusko se mělo původně zúčastnit první poloviny semifinále, ale ze soutěže bylo kvůli porušení pravidel diskvalifikováno.
| Pořadí | Země              | Interpret       | Skladba           | Jazyk                        | Umístění | Body |
| ------ | ----------------- | --------------- | ----------------- | ---------------------------- | -------- | ---- |
| 1.     | Litva             | The Roop        | „Discoteque“      | angličtina                   | 4.       | 203  |
| 2.     | Slovinsko         | Ana Soklič      | „Amen“            | angličtina                   | 13.      | 44   |
| 3.     | Rusko             | Maniža          | „Russian Woman“   | ruština, angličtina          | 3.       | 225  |
| 4.     | Švédsko           | Tusse           | „Voices“          | angličtina                   | 7.       | 142  |
| 5.     | Austrálie         | Montaigne       | „Technicolour“    | angličtina                   | 14.      | 28   |
| 6.     | Severní Makedonie | Vasil           | „Here I Stand“    | angličtina                   | 15.      | 23   |
| 7.     | Irsko             | Lesley Roy      | „Maps“            | angličtina                   | 16.      | 20   |
| 8.     | Kypr              | Elena Tsagrinou | „El Diablo“       | angličtina, španělština      | 6.       | 170  |
| 9.     | Norsko            | Tix             | „Fallen Angel“    | angličtina                   | 10.      | 115  |
| 10.    | Chorvatsko        | Albina          | „Tick-Tock“       | angličtina, chorvatština     | 11.      | 110  |
| 11.    | Belgie            | Hooverphonic    | „The Wrong Place“ | angličtina                   | 9.       | 117  |
| 12.    | Izrael            | Eden Alene      | „Set Me Free“     | angličtina, hebrejština      | 5.       | 192  |
| 13.    | Rumunsko          | Roxen           | „Amnesia“         | angličtina                   | 12.      | 85   |
| 14.    | Ázerbájdžán       | Efendi          | „Mata Hari“       | angličtina, ázerbájdžánština | 8.       | 138  |
| 15.    | Ukrajina          | Go_A            | „Šum“ (Шум)       | ukrajinština                 | 2.       | 267  |
| 16.    | Malta             | Destiny         | „Je me casse“     | angličtina, francouzština    | 1.       | 325  |

### Druhé semifinále
Druhého semifinále se zúčastnilo celkem 17 zemí. Odehrálo se 20. května ve 21 hodin místního času. Hlasovat mohli diváci z těchto zemí a tří zemí tzv. Velké pětky, konkrétně z Francie, Španělska a Spojeného království. Arménie se měla původně zúčastnit druhé poloviny semifinále, ale ze soutěže odstoupila z důvodu sociální a politické krize v důsledku poválečných problémů.
| Pořadí | Země        | Interpret           | Skladba                     | Jazyk                 | Umístění | Body |
| ------ | ----------- | ------------------- | --------------------------- | --------------------- | -------- | ---- |
| 1.     | San Marino  | Senhit              | „Adrenalina“                | angličtina, italština | 9.       | 118  |
| 2.     | Estonsko    | Uku Suviste         | „The Lucky One“             | angličtina            | 13.      | 58   |
| 3.     | Česko       | Benny Cristo        | „Omaga“                     | angličtina, čeština   | 15.      | 23   |
| 4.     | Řecko       | Stefania            | „Last Dance“                | angličtina            | 6.       | 184  |
| 5.     | Rakousko    | Vincent Bueno       | „Amen“                      | angličtina            | 12.      | 66   |
| 6.     | Polsko      | Rafał               | „The Ride“                  | angličtina            | 14.      | 35   |
| 7.     | Moldavsko   | Natalia Gordienko   | „Sugar“                     | angličtina            | 7.       | 179  |
| 8.     | Island      | Daði og Gagnamagnið | „10 Years“                  | angličtina            | 2.       | 288  |
| 9.     | Srbsko      | Hurricane           | „Loco loco“                 | srbština              | 8.       | 124  |
| 10.    | Gruzie      | Tornike Kipiani     | „You“                       | angličtina            | 16.      | 16   |
| 11.    | Albánie     | Anxhela Peristeri   | „Karma“                     | albánština            | 10.      | 112  |
| 12.    | Portugalsko | The Black Mamba     | „Love Is on My Side“        | angličtina            | 4.       | 239  |
| 13.    | Bulharsko   | Victoria            | „Growing Up Is Getting Old“ | angličtina            | 3.       | 250  |
| 14.    | Finsko      | Blind Channel       | „Dark Side“                 | angličtina            | 5.       | 234  |
| 15.    | Lotyšsko    | Samanta Tīna        | „The Moon Is Rising“        | angličtina            | 17.      | 14   |
| 16.    | Švýcarsko   | Gjon's Tears        | „Tout l'univers“            | francouzština         | 1.       | 291  |
| 17.    | Dánsko      | Fyr og Flamme       | „Øve os på hinanden“        | dánština              | 11.      | 89   |

### Finále
Finále se uskutečnilo 22. května ve 21 hodin místního času. Zúčastnilo se ho 26 zemí – 10 nejlepších z každého semifinále, státy z tzv. Velké pětky, které do finále postupují automaticky, a Nizozemsko jakožto vítěz předchozího ročníku.
| Pořadí | Země               | Interpret           | Skladba                     | Jazyk                        | Umístění | Body |
| ------ | ------------------ | ------------------- | --------------------------- | ---------------------------- | -------- | ---- |
| 1.     | Kypr               | Elena Tsagrinou     | „El Diablo“                 | angličtina, španělština      | 16.      | 94   |
| 2.     | Albánie            | Anxhela Peristeri   | „Karma“                     | albánština                   | 21.      | 57   |
| 3.     | Izrael             | Eden Alene          | „Set Me Free“               | angličtina, hebrejština      | 17.      | 93   |
| 4.     | Belgie             | Hooverphonic        | „The Wrong Place“           | angličtina                   | 19.      | 74   |
| 5.     | Rusko              | Maniža              | „Russian Woman“             | ruština, angličtina          | 9.       | 204  |
| 6.     | Malta              | Destiny             | „Je me casse“               | angličtina, francouzština    | 7.       | 255  |
| 7.     | Portugalsko        | The Black Mamba     | „Love Is on My Side“        | angličtina                   | 12.      | 153  |
| 8.     | Srbsko             | Hurricane           | „Loco loco“                 | srbština                     | 15.      | 102  |
| 9.     | Spojené království | James Newman        | „Embers“                    | angličtina                   | 26.      | 0    |
| 10.    | Řecko              | Stefania            | „Last Dance“                | angličtina                   | 10.      | 170  |
| 11.    | Švýcarsko          | Gjon's Tears        | „Tout l'univers“            | francouzština                | 3.       | 432  |
| 12.    | Island             | Daði og Gagnamagnið | „10 Years“                  | angličtina                   | 4.       | 378  |
| 13.    | Španělsko          | Blas Cantó          | „Voy a quedarme“            | španělština                  | 24.      | 6    |
| 14.    | Moldavsko          | Natalia Gordienko   | „Sugar“                     | angličtina                   | 13.      | 115  |
| 15.    | Německo            | Jendrik             | „I Don't Feel Hate“         | angličtina, němčina          | 25.      | 3    |
| 16.    | Finsko             | Blind Channel       | „Dark Side“                 | angličtina                   | 6.       | 301  |
| 17.    | Bulharsko          | Victoria            | „Growing Up Is Getting Old“ | angličtina                   | 11.      | 170  |
| 18.    | Litva              | The Roop            | „Discoteque“                | angličtina                   | 8.       | 220  |
| 19.    | Ukrajina           | Go_A                | „Šum“ (Шум)                 | ukrajinština                 | 5.       | 364  |
| 20.    | Francie            | Barbara Pravi       | „Voilà“                     | francouzština                | 2.       | 499  |
| 21.    | Ázerbájdžán        | Efendi              | „Mata Hari“                 | angličtina, ázerbájdžánština | 20.      | 65   |
| 22.    | Norsko             | Tix                 | „Fallen Angel“              | angličtina                   | 18.      | 75   |
| 23.    | Nizozemsko         | Jeangu Macrooy      | „Birth of a New Age“        | angličtina, surinamština     | 23.      | 11   |
| 24.    | Itálie             | Måneskin            | „Zitti e buoni“             | italština                    | 1.       | 524  |
| 25.    | Švédsko            | Tusse               | „Voices“                    | angličtina                   | 14.      | 109  |
| 26.    | San Marino         | Senhit              | „Adrenalina“                | angličtina, italština        | 22.      | 50   |

## Detailní výsledky

### První semifinále
| Umístění | Celkem            | Celkem | Porota            | Porota | Diváci            | Diváci |
| Umístění | Země              | Body   | Země              | Body   | Země              | Body   |
| -------- | ----------------- | ------ | ----------------- | ------ | ----------------- | ------ |
| 1        | Malta             | 325    | Malta             | 174    | Ukrajina          | 164    |
| 2        | Ukrajina          | 267    | Rusko             | 117    | Malta             | 151    |
| 3        | Rusko             | 225    | Ukrajina          | 103    | Litva             | 137    |
| 4        | Litva             | 203    | Izrael            | 99     | Rusko             | 108    |
| 5        | Izrael            | 192    | Kypr              | 92     | Izrael            | 93     |
| 6        | Kypr              | 170    | Švédsko           | 91     | Ázerbájdžán       | 91     |
| 7        | Švédsko           | 142    | Belgie            | 70     | Kypr              | 78     |
| 8        | Ázerbájdžán       | 138    | Litva             | 66     | Norsko            | 77     |
| 9        | Belgie            | 117    | Rumunsko          | 58     | Chorvatsko        | 53     |
| 10       | Norsko            | 115    | Chorvatsko        | 57     | Švédsko           | 51     |
| 11       | Chorvatsko        | 110    | Ázerbájdžán       | 47     | Belgie            | 47     |
| 12       | Rumunsko          | 85     | Norsko            | 38     | Rumunsko          | 27     |
| 13       | Slovinsko         | 44     | Slovinsko         | 36     | Severní Makedonie | 11     |
| 14       | Austrálie         | 28     | Austrálie         | 26     | Slovinsko         | 8      |
| 15       | Severní Makedonie | 23     | Irsko             | 16     | Irsko             | 4      |
| 16       | Irsko             | 20     | Severní Makedonie | 12     | Austrálie         | 2      |

| - Hlasování: - 100 % diváci - 100 % porota | - Hlasování: - 100 % diváci - 100 % porota | Celkem | Porota | Diváci | Porota | Porota    | Porota | Porota  | Porota    | Porota            | Porota | Porota | Porota | Porota     | Porota | Porota | Porota   | Porota      | Porota   | Porota | Porota  | Porota | Porota     |
| - Hlasování: - 100 % diváci - 100 % porota | - Hlasování: - 100 % diváci - 100 % porota | Celkem | Porota | Diváci | Litva  | Slovinsko | Rusko  | Švédsko | Austrálie | Severní Makedonie | Irsko  | Kypr   | Norsko | Chorvatsko | Belgie | Izrael | Rumunsko | Ázerbájdžán | Ukrajina | Malta  | Německo | Itálie | Nizozemsko |
| - Hlasování: - 100 % diváci - 100 % porota | - Hlasování: - 100 % diváci - 100 % porota |        |        |        |        |           |        |         |           |                   |        |        |        |            |        |        |          |             |          |        |         |        |            |
| Země                                       | Litva                                      | 203    | 66     | 137    |        |           | 2      | 7       | 2         |                   | 5      | 3      |        | 6          | 2      | 12     | 8        |             | 1        | 4      | 4       | 7      | 3          |
| Země                                       | Slovinsko                                  | 44     | 36     | 8      |        |           |        |         |           | 3                 |        | 6      | 4      |            |        | 3      | 7        | 4           | 4        | 5      |         |        |            |
| Země                                       | Rusko                                      | 225    | 117    | 108    |        | 10        |        | 6       | 7         | 7                 | 8      | 8      | 3      | 8          | 12     | 6      | 5        | 12          |          | 1      | 7       | 5      | 12         |
| Země                                       | Švédsko                                    | 142    | 91     | 51     | 3      |           | 7      |         | 6         | 1                 | 1      | 7      | 10     | 1          | 6      | 5      | 4        | 6           | 3        | 10     | 12      | 4      | 5          |
| Země                                       | Austrálie                                  | 28     | 26     | 2      | 8      |           | 1      |         |           |                   |        |        |        | 2          |        |        | 2        |             | 12       |        | 1       |        |            |
| Země                                       | Severní Makedonie                          | 23     | 12     | 11     |        | 4         |        |         |           |                   | 2      |        |        |            |        |        | 6        |             |          |        |         |        |            |
| Země                                       | Irsko                                      | 20     | 16     | 4      |        |           |        | 1       | 3         |                   |        | 2      | 1      |            | 3      |        |          | 3           |          | 2      |         | 1      |            |
| Země                                       | Kypr                                       | 170    | 92     | 78     | 4      | 12        | 8      | 4       | 10        | 4                 | 4      |        | 5      | 10         |        | 10     | 3        |             | 2        | 8      | 5       | 3      |            |
| Země                                       | Norsko                                     | 115    | 38     | 77     | 2      | 3         |        | 8       | 1         | 2                 | 3      |        |        |            | 7      | 2      |          |             |          |        |         | 6      | 4          |
| Země                                       | Chorvatsko                                 | 110    | 57     | 53     | 1      | 7         | 3      |         |           | 8                 | 10     | 5      |        |            | 1      | 1      | 1        | 5           | 8        | 3      | 2       | 2      |            |
| Země                                       | Belgie                                     | 117    | 70     | 47     | 10     | 5         | 6      | 2       |           |                   |        | 4      |        | 4          |        | 7      |          | 2           | 10       |        |         | 10     | 10         |
| Země                                       | Izrael                                     | 192    | 99     | 93     | 7      | 2         | 10     | 10      | 8         | 12                |        | 1      | 8      | 7          | 4      |        |          | 1           | 6        |        | 3       | 12     | 8          |
| Země                                       | Rumunsko                                   | 85     | 58     | 27     | 5      |           |        |         |           |                   |        | 10     | 2      | 3          | 5      |        |          | 7           | 7        | 12     | 6       |        | 1          |
| Země                                       | Ázerbájdžán                                | 138    | 47     | 91     |        | 8         | 4      | 3       | 5         | 6                 | 7      |        | 6      |            |        |        |          |             |          | 6      |         |        | 2          |
| Země                                       | Ukrajina                                   | 267    | 103    | 164    | 12     | 1         | 5      | 5       | 4         | 5                 | 6      |        | 7      | 5          | 10     | 4      | 10       | 8           |          | 7      | 8       |        | 6          |
| Země                                       | Malta                                      | 325    | 174    | 151    | 6      | 6         | 12     | 12      | 12        | 10                | 12     | 12     | 12     | 12         | 8      | 8      | 12       | 10          | 5        |        | 10      | 8      | 7          |

| - Hlasování: - 100 % diváci - 100 % porota | - Hlasování: - 100 % diváci - 100 % porota | Celkem | Porota | Diváci | Diváci | Diváci    | Diváci | Diváci  | Diváci    | Diváci            | Diváci | Diváci | Diváci | Diváci     | Diváci | Diváci | Diváci   | Diváci      | Diváci   | Diváci | Diváci  | Diváci | Diváci     |
| - Hlasování: - 100 % diváci - 100 % porota | - Hlasování: - 100 % diváci - 100 % porota | Celkem | Porota | Diváci | Litva  | Slovinsko | Rusko  | Švédsko | Austrálie | Severní Makedonie | Irsko  | Kypr   | Norsko | Chorvatsko | Belgie | Izrael | Rumunsko | Ázerbájdžán | Ukrajina | Malta  | Německo | Itálie | Nizozemsko |
| - Hlasování: - 100 % diváci - 100 % porota | - Hlasování: - 100 % diváci - 100 % porota |        |        |        |        |           |        |         |           |                   |        |        |        |            |        |        |          |             |          |        |         |        |            |
| Země                                       | Litva                                      | 203    | 66     | 137    |        |           | 7      | 10      | 8         | 4                 | 12     | 12     | 12     | 3          | 8      | 5      | 6        | 3           | 12       | 7      | 12      | 8      | 8          |
| Země                                       | Slovinsko                                  | 44     | 36     | 8      |        |           |        |         |           | 3                 |        |        |        | 5          |        |        |          |             |          |        |         |        |            |
| Země                                       | Rusko                                      | 225    | 117    | 108    | 8      | 7         |        | 3       | 7         | 8                 | 1      | 7      | 4      | 10         | 2      | 12     | 5        | 8           | 6        | 2      | 6       | 7      | 5          |
| Země                                       | Švédsko                                    | 142    | 91     | 51     | 5      | 2         | 2      |         |           |                   | 4      | 3      | 10     |            | 7      | 2      |          | 1           | 3        | 10     |         |        | 2          |
| Země                                       | Austrálie                                  | 28     | 26     | 2      |        |           | 1      |         |           |                   |        |        |        |            |        |        |          |             | 1        |        |         |        |            |
| Země                                       | Severní Makedonie                          | 23     | 12     | 11     |        | 8         |        |         |           |                   |        |        |        | 1          |        |        | 2        |             |          |        |         |        |            |
| Země                                       | Irsko                                      | 20     | 16     | 4      | 1      |           |        |         | 2         |                   |        |        |        |            |        |        |          |             |          | 1      |         |        |            |
| Země                                       | Kypr                                       | 170    | 92     | 78     | 4      | 1         | 5      | 4       | 6         | 6                 | 6      |        | 3      | 6          | 3      | 6      | 4        | 4           | 4        | 12     | 1       | 2      | 1          |
| Země                                       | Norsko                                     | 115    | 38     | 77     | 6      | 6         | 6      | 12      | 3         |                   | 2      | 1      |        | 2          | 6      | 4      | 3        | 10          | 2        | 6      | 4       | 1      | 3          |
| Země                                       | Chorvatsko                                 | 110    | 57     | 53     |        | 12        |        | 2       | 5         | 12                | 7      | 2      | 1      |            |        | 3      |          | 2           |          |        | 7       |        |            |
| Země                                       | Belgie                                     | 117    | 70     | 47     | 10     | 4         | 3      | 5       |           | 2                 |        |        | 2      |            |        | 1      | 1        |             | 5        |        | 3       | 4      | 7          |
| Země                                       | Izrael                                     | 192    | 99     | 93     | 2      |           | 4      | 6       | 4         | 1                 | 5      | 10     | 5      | 4          | 4      |        | 10       | 12          | 7        | 5      | 5       | 3      | 6          |
| Země                                       | Rumunsko                                   | 85     | 58     | 27     |        |           |        |         |           |                   | 3      | 5      |        |            | 1      |        |          | 5           |          | 3      |         | 10     |            |
| Země                                       | Ázerbájdžán                                | 138    | 47     | 91     | 3      | 3         | 10     | 1       | 1         | 7                 |        | 4      | 6      | 8          | 5      | 7      | 7        |             | 10       | 8      | 2       | 5      | 4          |
| Země                                       | Ukrajina                                   | 267    | 103    | 164    | 12     | 10        | 12     | 7       | 12        | 5                 | 8      | 6      | 7      | 12         | 10     | 8      | 12       | 7           |          | 4      | 10      | 12     | 10         |
| Země                                       | Malta                                      | 325    | 174    | 151    | 7      | 5         | 8      | 8       | 10        | 10                | 10     | 8      | 8      | 7          | 12     | 10     | 8        | 6           | 8        |        | 8       | 6      | 12         |

#### 12 bodů
Níže je souhrn 12bodových hodnocení, která získaly jednotlivé země od porot a diváků v prvním semifinále. Tučně jsou vyznačeny země, které získaly 12 bodů od porot i diváků.
| # | Země      | 12 bodů od porot                                                     |
| - | --------- | -------------------------------------------------------------------- |
| 8 | Malta     | Austrálie, Chorvatsko, Kypr, Irsko, Norsko, Rumunsko, Rusko, Švédsko |
| 3 | Rusko     | Ázerbájdžán, Belgie, Nizozemsko                                      |
| 2 | Izrael    | Itálie, Severní Makedonie                                            |
| 1 | Austrálie | Ukrajina                                                             |
| 1 | Kypr      | Slovinsko                                                            |
| 1 | Litva     | Izrael                                                               |
| 1 | Rumunsko  | Malta                                                                |
| 1 | Švédsko   | Německo                                                              |
| 1 | Ukrajina  | Litva                                                                |

| # | Země       | 12 bodů od diváků                                     |
| - | ---------- | ----------------------------------------------------- |
| 6 | Ukrajina   | Austrálie, Chorvatsko, Itálie, Litva, Rumunsko, Rusko |
| 5 | Litva      | Kypr, Německo, Irsko, Norsko, Ukrajina                |
| 2 | Chorvatsko | Severní Makedonie, Slovinsko                          |
| 2 | Malta      | Belgie, Nizozemsko                                    |
| 1 | Kypr       | Malta                                                 |
| 1 | Izrael     | Ázerbájdžán                                           |
| 1 | Norsko     | Švédsko                                               |
| 1 | Rusko      | Izrael                                                |

### Druhé semifinále
| Umístění | Celkem      | Celkem | Porota      | Porota | Diváci      | Diváci |
| Umístění | Země        | Body   | Země        | Body   | Země        | Body   |
| -------- | ----------- | ------ | ----------- | ------ | ----------- | ------ |
| 1        | Švýcarsko   | 291    | Švýcarsko   | 156    | Finsko      | 150    |
| 2        | Island      | 288    | Bulharsko   | 149    | Island      | 148    |
| 3        | Bulharsko   | 250    | Island      | 140    | Švýcarsko   | 135    |
| 4        | Portugalsko | 239    | Portugalsko | 128    | Moldavsko   | 123    |
| 5        | Finsko      | 234    | Řecko       | 104    | Portugalsko | 111    |
| 6        | Řecko       | 184    | Finsko      | 84     | Bulharsko   | 101    |
| 7        | Moldavsko   | 179    | San Marino  | 76     | Dánsko      | 80     |
| 8        | Srbsko      | 124    | Albánie     | 74     | Řecko       | 80     |
| 9        | San Marino  | 118    | Srbsko      | 56     | Srbsko      | 68     |
| 10       | Albánie     | 112    | Moldavsko   | 56     | San Marino  | 42     |
| 11       | Dánsko      | 89     | Rakousko    | 53     | Albánie     | 38     |
| 12       | Rakousko    | 66     | Estonsko    | 29     | Estonsko    | 29     |
| 13       | Estonsko    | 58     | Česko       | 23     | Polsko      | 17     |
| 14       | Polsko      | 35     | Polsko      | 18     | Gruzie      | 15     |
| 15       | Česko       | 23     | Dánsko      | 9      | Rakousko    | 13     |
| 16       | Gruzie      | 16     | Lotyšsko    | 4      | Lotyšsko    | 10     |
| 17       | Lotyšsko    | 14     | Gruzie      | 1      | Česko       | 0      |

| - Hlasování: - 100 % diváci - 100 % porota | - Hlasování: - 100 % diváci - 100 % porota | Celkem | Porota | Diváci | Porota     | Porota   | Porota | Porota | Porota   | Porota | Porota    | Porota | Porota | Porota | Porota  | Porota      | Porota    | Porota | Porota   | Porota    | Porota | Porota  | Porota    | Porota             |
| - Hlasování: - 100 % diváci - 100 % porota | - Hlasování: - 100 % diváci - 100 % porota | Celkem | Porota | Diváci | San Marino | Estonsko | Česko  | Řecko  | Rakousko | Polsko | Moldavsko | Island | Srbsko | Gruzie | Albánie | Portugalsko | Bulharsko | Finsko | Lotyšsko | Švýcarsko | Dánsko | Francie | Španělsko | Spojené království |
| - Hlasování: - 100 % diváci - 100 % porota | - Hlasování: - 100 % diváci - 100 % porota |        |        |        |            |          |        |        |          |        |           |        |        |        |         |             |           |        |          |           |        |         |           |                    |
| Země                                       | San Marino                                 | 118    | 76     | 42     |            | 1        | 2      | 10     | 1        | 10     | 10        | 3      | 2      | 1      | 8       |             | 2         | 2      | 2        | 2         | 5      | 8       | 3         | 4                  |
| Země                                       | Estonsko                                   | 58     | 29     | 29     |            |          |        | 1      |          | 4      | 3         |        | 1      | 3      |         | 1           | 7         |        | 3        | 3         |        |         | 1         | 2                  |
| Země                                       | Česko                                      | 23     | 23     | 0      |            |          |        | 4      |          |        | 1         |        |        | 6      |         | 5           | 5         |        |          |           |        | 2       |           |                    |
| Země                                       | Řecko                                      | 184    | 104    | 80     | 10         | 3        | 5      |        |          | 12     | 8         | 7      | 8      |        | 10      | 3           | 10        | 6      |          | 1         | 2      | 12      | 7         |                    |
| Země                                       | Rakousko                                   | 66     | 53     | 13     |            | 4        |        |        |          |        |           | 4      | 3      | 5      | 7       | 2           | 6         | 5      | 1        | 7         | 3      |         | 6         |                    |
| Země                                       | Polsko                                     | 35     | 18     | 17     | 12         |          |        | 2      |          |        |           |        |        |        |         |             | 3         |        |          |           | 1      |         |           |                    |
| Země                                       | Moldavsko                                  | 179    | 56     | 123    | 8          |          |        | 12     | 2        | 7      |           |        | 4      |        | 3       |             | 12        |        | 4        |           |        | 1       |           | 3                  |
| Země                                       | Island                                     | 288    | 140    | 148    | 1          | 8        | 10     | 7      | 10       | 3      | 6         |        | 12     | 7      | 4       | 10          |           | 8      | 12       | 8         | 8      | 6       | 8         | 12                 |
| Země                                       | Srbsko                                     | 124    | 56     | 68     | 4          | 5        | 4      | 3      | 6        |        |           | 2      |        | 2      | 5       | 4           |           | 3      |          | 4         |        | 5       | 4         | 5                  |
| Země                                       | Gruzie                                     | 16     | 1      | 15     |            |          |        |        |          |        |           |        |        |        |         |             | 1         |        |          |           |        |         |           |                    |
| Země                                       | Albánie                                    | 112    | 74     | 38     | 7          | 2        | 1      | 6      | 3        | 6      | 5         | 5      |        |        |         | 8           | 4         | 4      | 5        | 5         | 10     |         | 2         | 1                  |
| Země                                       | Portugalsko                                | 239    | 128    | 111    | 2          | 6        | 12     | 5      | 7        | 1      | 2         | 8      | 7      | 10     | 1       |             | 8         | 7      | 8        | 10        | 4      | 10      | 10        | 10                 |
| Země                                       | Bulharsko                                  | 250    | 149    | 101    | 5          | 10       | 7      | 8      | 8        | 5      | 12        | 10     | 10     | 8      | 2       | 12          |           | 12     | 6        | 12        | 6      | 4       | 5         | 7                  |
| Země                                       | Finsko                                     | 234    | 84     | 150    | 3          | 7        | 6      |        | 5        | 2      |           | 6      | 6      | 4      | 6       | 6           |           |        | 7        | 6         | 7      | 7       |           | 6                  |
| Země                                       | Lotyšsko                                   | 14     | 4      | 10     |            |          |        |        |          |        | 4         |        |        |        |         |             |           |        |          |           |        |         |           |                    |
| Země                                       | Švýcarsko                                  | 291    | 156    | 135    | 6          | 12       | 8      |        | 12       | 8      | 7         | 12     | 5      | 12     | 12      | 7           |           | 10     | 10       |           | 12     | 3       | 12        | 8                  |
| Země                                       | Dánsko                                     | 89     | 9      | 80     |            |          | 3      |        | 4        |        |           | 1      |        |        |         |             |           | 1      |          |           |        |         |           |                    |

| - Hlasování: - 100 % diváci - 100 % porota | - Hlasování: - 100 % diváci - 100 % porota | Celkem | Porota | Diváci | Diváci     | Diváci   | Diváci | Diváci | Diváci   | Diváci | Diváci    | Diváci | Diváci | Diváci | Diváci  | Diváci      | Diváci    | Diváci | Diváci   | Diváci    | Diváci | Diváci  | Diváci    | Diváci             |
| - Hlasování: - 100 % diváci - 100 % porota | - Hlasování: - 100 % diváci - 100 % porota | Celkem | Porota | Diváci | San Marino | Estonsko | Česko  | Řecko  | Rakousko | Polsko | Moldavsko | Island | Srbsko | Gruzie | Albánie | Portugalsko | Bulharsko | Finsko | Lotyšsko | Švýcarsko | Dánsko | Francie | Španělsko | Spojené království |
| - Hlasování: - 100 % diváci - 100 % porota | - Hlasování: - 100 % diváci - 100 % porota |        |        |        |            |          |        |        |          |        |           |        |        |        |         |             |           |        |          |           |        |         |           |                    |
| Země                                       | San Marino                                 | 118    | 76     | 42     |            | 4        |        | 2      |          | 2      |           | 3      | 3      | 12     | 7       |             |           | 1      |          |           | 2      |         | 4         | 2                  |
| Země                                       | Estonsko                                   | 58     | 29     | 29     |            |          | 1      |        |          |        | 3         |        |        |        |         |             | 1         | 7      | 10       | 1         | 6      |         |           |                    |
| Země                                       | Česko                                      | 23     | 23     | 0      |            |          |        |        |          |        |           |        |        |        |         |             |           |        |          |           |        |         |           |                    |
| Země                                       | Řecko                                      | 184    | 104    | 80     | 5          |          | 2      |        |          |        | 12        | 5      | 8      | 10     | 10      | 10          | 8         | 2      | 1        | 2         | 3      |         | 1         | 1                  |
| Země                                       | Rakousko                                   | 66     | 53     | 13     |            |          |        |        |          |        |           | 2      |        |        | 3       |             |           |        |          | 4         | 4      |         |           |                    |
| Země                                       | Polsko                                     | 35     | 18     | 17     |            |          |        |        | 1        |        | 7         | 1      |        |        |         |             |           |        |          |           |        | 1       |           | 7                  |
| Země                                       | Moldavsko                                  | 179    | 56     | 123    | 12         | 12       | 12     | 12     | 6        | 7      |           | 6      | 12     |        |         | 12          |           | 5      | 12       |           |        | 12      | 3         |                    |
| Země                                       | Island                                     | 288    | 140    | 148    | 8          | 7        | 10     | 5      | 10       | 10     | 6         |        | 7      | 7      | 1       | 7           | 6         | 12     | 7        | 7         | 12     | 6       | 8         | 12                 |
| Země                                       | Srbsko                                     | 124    | 56     | 68     | 7          |          | 5      | 4      | 12       | 1      | 1         |        |        | 1      | 4       | 2           | 10        |        |          | 12        |        | 7       | 2         |                    |
| Země                                       | Gruzie                                     | 16     | 1      | 15     |            | 3        |        |        |          | 3      |           |        |        |        |         | 3           | 2         |        | 3        |           | 1      |         |           |                    |
| Země                                       | Albánie                                    | 112    | 74     | 38     | 2          |          |        | 10     | 2        |        | 2         |        | 1      | 2      |         | 1           | 4         | 3      |          | 8         |        | 3       |           |                    |
| Země                                       | Portugalsko                                | 239    | 128    | 111    | 3          | 5        | 4      | 3      | 7        | 5      | 4         | 8      | 4      |        | 6       |             | 5         | 6      | 5        | 10        | 8      | 10      | 12        | 6                  |
| Země                                       | Bulharsko                                  | 250    | 149    | 101    | 4          | 2        | 6      | 6      | 4        | 4      | 5         | 4      | 6      | 8      | 8       | 5           |           | 4      | 2        | 3         | 5      | 5       | 10        | 10                 |
| Země                                       | Finsko                                     | 234    | 84     | 150    | 10         | 10       | 8      | 8      | 5        | 12     | 8         | 10     | 10     | 6      | 5       | 6           | 12        |        | 8        | 6         | 10     | 2       | 6         | 8                  |
| Země                                       | Lotyšsko                                   | 14     | 4      | 10     |            | 1        |        |        |          |        |           |        |        | 5      |         |             |           |        |          |           |        |         |           | 4                  |
| Země                                       | Švýcarsko                                  | 291    | 156    | 135    | 6          | 6        | 7      | 7      | 8        | 8      | 10        | 7      | 5      | 3      | 12      | 8           | 7         | 10     | 6        |           | 7      | 8       | 7         | 3                  |
| Země                                       | Dánsko                                     | 89     | 9      | 80     | 1          | 8        | 3      | 1      | 3        | 6      |           | 12     | 2      | 4      | 2       | 4           | 3         | 8      | 4        | 5         |        | 4       | 5         | 5                  |

#### 12 bodů
Níže je souhrn 12bodových hodnocení, která získaly jednotlivé země od porot a diváků ve druhém semifinále. Tučně jsou vyznačeny země, které získaly 12 bodů od porot i diváků.
| # | Země        | 12 bodů od porot                                               |
| - | ----------- | -------------------------------------------------------------- |
| 7 | Švýcarsko   | Albánie, Rakousko, Dánsko, Estonsko, Gruzie, Island, Španělsko |
| 4 | Bulharsko   | Finsko, Moldavsko, Portugalsko, Švýcarsko                      |
| 3 | Island      | Lotyšsko, Srbsko, Spojené království                           |
| 2 | Řecko       | Francie, Polsko                                                |
| 2 | Moldavsko   | Bulharsko, Řecko                                               |
| 1 | Polsko      | San Marino                                                     |
| 1 | Portugalsko | Česko                                                          |

| # | Země        | 12 bodů od diváků                                                          |
| - | ----------- | -------------------------------------------------------------------------- |
| 8 | Moldavsko   | Česko, Estonsko, Francie, Lotyšsko, Řecko, Portugalsko, San Marino, Srbsko |
| 3 | Island      | Dánsko, Finsko, Spojené království                                         |
| 2 | Finsko      | Bulharsko, Polsko                                                          |
| 2 | Srbsko      | Rakousko, Švýcarsko                                                        |
| 1 | Dánsko      | Island                                                                     |
| 1 | Řecko       | Moldavsko                                                                  |
| 1 | Portugalsko | Španělsko                                                                  |
| 1 | San Marino  | Gruzie                                                                     |
| 1 | Švýcarsko   | Albánie                                                                    |

### Finále
| Umístění | Celkem             | Celkem | Porota             | Porota | Diváci             | Diváci |
| Umístění | Země               | Body   | Země               | Body   | Země               | Body   |
| -------- | ------------------ | ------ | ------------------ | ------ | ------------------ | ------ |
| 1        | Itálie             | 524    | Švýcarsko          | 267    | Itálie             | 318    |
| 2        | Francie            | 499    | Francie            | 248    | Ukrajina           | 267    |
| 3        | Švýcarsko          | 432    | Malta              | 208    | Francie            | 251    |
| 4        | Island             | 378    | Itálie             | 206    | Finsko             | 218    |
| 5        | Ukrajina           | 364    | Island             | 198    | Island             | 180    |
| 6        | Finsko             | 301    | Bulharsko          | 140    | Švýcarsko          | 165    |
| 7        | Malta              | 255    | Portugalsko        | 126    | Litva              | 165    |
| 8        | Litva              | 220    | Rusko              | 104    | Rusko              | 100    |
| 9        | Rusko              | 204    | Ukrajina           | 97     | Srbsko             | 82     |
| 10       | Řecko              | 170    | Řecko              | 91     | Řecko              | 79     |
| 11       | Bulharsko          | 170    | Finsko             | 83     | Švédsko            | 63     |
| 12       | Portugalsko        | 153    | Izrael             | 73     | Moldavsko          | 62     |
| 13       | Moldavsko          | 115    | Belgie             | 71     | Norsko             | 60     |
| 14       | Švédsko            | 109    | Litva              | 55     | Malta              | 47     |
| 15       | Srbsko             | 102    | Moldavsko          | 53     | Kypr               | 44     |
| 16       | Kypr               | 94     | Kypr               | 50     | Albánie            | 35     |
| 17       | Izrael             | 93     | Švédsko            | 46     | Ázerbájdžán        | 33     |
| 18       | Norsko             | 75     | San Marino         | 37     | Bulharsko          | 30     |
| 19       | Belgie             | 74     | Ázerbájdžán        | 32     | Portugalsko        | 27     |
| 20       | Ázerbájdžán        | 65     | Albánie            | 22     | Izrael             | 20     |
| 21       | Albánie            | 57     | Srbsko             | 20     | San Marino         | 13     |
| 22       | San Marino         | 50     | Norsko             | 15     | Belgie             | 3      |
| 23       | Nizozemsko         | 11     | Nizozemsko         | 11     | Spojené království | 0      |
| 24       | Španělsko          | 6      | Španělsko          | 6      | Španělsko          | 0      |
| 25       | Německo            | 3      | Německo            | 3      | Německo            | 0      |
| 26       | Spojené království | 0      | Spojené království | 0      | Nizozemsko         | 0      |

| - Hlasování: - 100 % diváci - 100 % porota | - Hlasování: - 100 % diváci - 100 % porota | Celkem | Porota | Diváci | Porota | Porota | Porota     | Porota  | Porota | Porota   | Porota            | Porota      | Porota | Porota    | Porota   | Porota             | Porota | Porota    | Porota | Porota   | Porota | Porota    | Porota | Porota    | Porota | Porota | Porota  | Porota    | Porota | Porota      | Porota   | Porota | Porota   | Porota     | Porota | Porota | Porota | Porota | Porota | Porota  | Porota  | Porota    | Porota     |
| - Hlasování: - 100 % diváci - 100 % porota | - Hlasování: - 100 % diváci - 100 % porota | Celkem | Porota | Diváci | Izrael | Polsko | San Marino | Albánie | Malta  | Estonsko | Severní Makedonie | Ázerbájdžán | Norsko | Španělsko | Rakousko | Spojené království | Itálie | Slovinsko | Řecko  | Lotyšsko | Irsko  | Moldavsko | Srbsko | Bulharsko | Kypr   | Belgie | Německo | Austrálie | Finsko | Portugalsko | Ukrajina | Island | Rumunsko | Chorvatsko | Česko  | Gruzie | Litva  | Dánsko | Rusko  | Francie | Švédsko | Švýcarsko | Nizozemsko |
| - Hlasování: - 100 % diváci - 100 % porota | - Hlasování: - 100 % diváci - 100 % porota |        |        |        |        |        |            |         |        |          |                   |             |        |           |          |                    |        |           |        |          |        |           |        |           |        |        |         |           |        |             |          |        |          |            |        |        |        |        |        |         |         |           |            |
| Země                                       | Kypr                                       | 94     | 50     | 44     | 3      |        |            | 7       | 4      |          | 2                 |             |        | 6         |          |                    |        |           | 12     |          |        | 1         |        |           |        |        | 7       | 4         |        |             |          |        |          |            |        |        |        |        | 2      | 2       |         |           |            |
| Země                                       | Albánie                                    | 57     | 22     | 35     |        |        | 2          |         | 12     |          |                   |             |        |           |          |                    |        |           |        |          |        |           |        |           |        |        |         |           |        |             |          |        |          |            |        |        |        | 7      |        |         |         |           | 1          |
| Země                                       | Izrael                                     | 93     | 73     | 20     |        | 6      |            |         |        |          | 8                 |             | 8      | 3         |          | 6                  | 4      | 1         |        |          |        |           | 2      | 3         |        |        |         |           |        |             | 7        |        |          | 5          |        |        | 1      | 1      | 5      | 5       | 4       |           | 4          |
| Země                                       | Belgie                                     | 74     | 71     | 3      | 6      | 3      |            |         |        |          |                   | 3           |        |           |          | 1                  | 5      | 6         | 3      |          | 3      |           |        |           | 4      |        |         |           |        | 5           | 6        |        |          |            | 3      |        | 7      |        | 3      | 6       | 1       |           | 6          |
| Země                                       | Rusko                                      | 204    | 104    | 100    | 7      | 1      |            |         |        |          | 1                 | 12          |        |           |          |                    |        | 8         | 2      | 1        |        | 10        |        |           | 6      | 7      | 2       | 1         | 4      | 10          |          | 2      |          | 4          | 2      |        |        |        |        | 10      | 3       | 3         | 8          |
| Země                                       | Malta                                      | 255    | 208    | 47     | 5      | 4      | 7          | 8       |        | 1        | 5                 | 7           | 12     | 8         | 4        |                    | 7      | 5         | 6      | 2        | 10     | 7         |        | 5         | 10     | 5      | 8       | 12        | 1      | 4           | 5        | 1      | 12       | 3          | 7      | 1      | 3      | 4      | 4      |         | 12      | 6         | 7          |
| Země                                       | Portugalsko                                | 153    | 126    | 27     |        | 8      |            |         | 7      | 5        |                   | 2           |        | 5         | 7        | 7                  | 6      |           |        |          |        | 2         | 5      | 6         | 1      | 1      |         |           |        |             | 2        | 10     | 10       | 1          | 12     | 8      | 6      |        |        | 8       |         | 7         |            |
| Země                                       | Srbsko                                     | 102    | 20     | 82     |        |        |            | 1       |        |          | 12                |             |        |           |          |                    |        |           |        |          |        |           |        |           |        |        |         |           |        |             |          |        |          | 7          |        |        |        |        |        |         |         |           |            |
| Země                                       | Spojené království                         | 0      | 0      | 0      |        |        |            |         |        |          |                   |             |        |           |          |                    |        |           |        |          |        |           |        |           |        |        |         |           |        |             |          |        |          |            |        |        |        |        |        |         |         |           |            |
| Země                                       | Řecko                                      | 170    | 91     | 79     |        |        | 8          | 6       | 6      |          |                   | 10          | 1      | 1         |          |                    |        | 3         |        |          |        | 8         | 3      | 8         | 12     |        |         |           | 2      |             |          | 4      |          |            |        |        |        |        | 7      | 12      |         |           |            |
| Země                                       | Švýcarsko                                  | 432    | 267    | 165    | 12     | 7      | 4          | 12      | 10     | 12       | 6                 |             | 7      | 10        | 10       | 8                  |        | 7         |        | 12       | 5      | 3         | 1      |           | 2      | 12     | 10      | 10        | 12     | 7           | 8        | 12     | 7        | 8          | 5      | 10     | 8      | 12     | 1      | 7       | 5       |           | 5          |
| Země                                       | Island                                     | 378    | 198    | 180    |        | 10     |            |         |        | 8        | 4                 |             | 2      | 7         | 12       | 10                 | 8      | 10        |        | 10       | 8      | 5         | 7      |           |        | 3      | 3       | 8         | 8      | 8           | 4        |        |          | 10         | 8      | 6      | 4      | 10     |        | 3       | 7       | 5         | 10         |
| Země                                       | Španělsko                                  | 6      | 6      | 0      |        |        |            |         |        |          |                   |             |        |           |          | 2                  |        |           |        |          |        |           |        | 4         |        |        |         |           |        |             |          |        |          |            |        |        |        |        |        |         |         |           |            |
| Země                                       | Moldavsko                                  | 115    | 53     | 62     |        |        | 5          |         |        |          |                   | 8           |        |           |          |                    |        |           | 10     |          |        |           |        | 12        |        |        |         |           |        |             |          |        | 6        |            |        |        |        |        | 12     |         |         |           |            |
| Země                                       | Německo                                    | 3      | 3      | 0      |        |        |            |         |        |          |                   |             |        |           | 2        |                    |        |           |        |          |        |           |        |           |        |        |         |           |        |             |          |        | 1        |            |        |        |        |        |        |         |         |           |            |
| Země                                       | Finsko                                     | 301    | 83     | 218    |        | 2      | 1          | 3       | 2      | 7        |                   |             |        |           | 1        | 4                  | 10     | 4         |        | 4        |        |           | 10     | 1         | 3      | 8      |         |           |        |             |          | 5      | 8        |            | 1      |        |        | 8      |        |         |         | 1         |            |
| Země                                       | Bulharsko                                  | 170    | 140    | 30     | 1      |        | 3          |         |        | 6        |                   | 1           | 6      | 4         | 5        | 5                  |        |           | 8      | 5        | 1      | 12        | 6      |           | 5      | 6      |         | 2         | 10     | 12          |          | 8      | 2        |            | 4      | 4      | 2      | 6      | 6      |         |         | 10        |            |
| Země                                       | Litva                                      | 220    | 55     | 165    | 10     |        | 6          |         |        | 2        |                   |             |        | 2         |          |                    | 12     |           |        | 6        | 4      |           |        |           |        |        | 1       |           | 3      |             |          |        |          | 2          |        | 3      |        |        |        |         |         | 4         |            |
| Země                                       | Ukrajina                                   | 364    | 97     | 267    | 4      |        |            |         | 5      | 4        |                   | 6           | 3      |           |          |                    | 1      |           | 1      | 7        | 6      |           |        |           |        | 10     | 5       | 5         |        | 2           |          | 3      | 5        |            |        | 7      | 12     |        |        |         | 8       |           | 3          |
| Země                                       | Francie                                    | 499    | 248    | 251    | 8      |        | 12         | 10      | 3      | 10       | 7                 | 4           | 4      | 12        | 8        | 12                 | 3      | 2         | 5      | 3        | 12     | 4         | 12     | 7         | 7      |        | 12      | 7         | 7      | 6           | 10       | 6      | 4        | 6          | 10     |        | 5      |        |        |         | 6       | 12        | 12         |
| Země                                       | Ázerbájdžán                                | 65     | 32     | 33     | 2      |        |            | 2       |        |          |                   |             |        |           |          |                    |        |           |        |          | 2      | 6         |        |           |        |        |         |           |        |             | 3        |        |          |            |        | 5      |        |        | 8      |         |         | 2         | 2          |
| Země                                       | Norsko                                     | 75     | 15     | 60     |        |        |            |         |        |          |                   |             |        |           |          |                    | 2      |           |        |          | 7      |           |        |           |        |        |         |           |        |             | 1        |        |          |            |        |        |        | 3      |        |         | 2       |           |            |
| Země                                       | Nizozemsko                                 | 11     | 11     | 0      |        |        |            |         |        |          |                   |             |        |           | 3        |                    |        |           |        |          |        |           |        | 2         |        |        |         | 3         |        | 1           |          |        |          |            |        | 2      |        |        |        |         |         |           |            |
| Země                                       | Itálie                                     | 524    | 206    | 318    |        | 5      | 10         | 4       |        | 3        | 10                |             | 5      |           | 6        |                    |        | 12        | 4      | 8        |        |           | 8      | 10        | 8      | 2      | 6       | 6         | 6      | 3           | 12       | 7      | 3        | 12         | 6      | 12     | 10     |        | 10     |         | 10      | 8         |            |
| Země                                       | Švédsko                                    | 109    | 46     | 63     |        |        |            |         | 8      |          | 3                 | 5           | 10     |           |          |                    |        |           |        |          |        |           | 4      |           |        | 4      | 4       |           | 5      |             |          |        |          |            |        |        |        | 2      |        | 1       |         |           |            |
| Země                                       | San Marino                                 | 50     | 37     | 13     |        | 12     |            | 5       | 1      |          |                   |             |        |           |          | 3                  |        |           | 7      |          |        |           |        |           |        |        |         |           |        |             |          |        |          |            |        |        |        | 5      |        | 4       |         |           |            |

| - Hlasování: - 100 % diváci - 100 % porota | - Hlasování: - 100 % diváci - 100 % porota | Celkem | Porota | Diváci | Diváci | Diváci | Diváci     | Diváci  | Diváci | Diváci   | Diváci            | Diváci      | Diváci | Diváci    | Diváci   | Diváci             | Diváci | Diváci    | Diváci | Diváci   | Diváci | Diváci    | Diváci | Diváci    | Diváci | Diváci | Diváci  | Diváci    | Diváci | Diváci      | Diváci   | Diváci | Diváci   | Diváci     | Diváci | Diváci | Diváci | Diváci | Diváci | Diváci  | Diváci  | Diváci    | Diváci     |
| - Hlasování: - 100 % diváci - 100 % porota | - Hlasování: - 100 % diváci - 100 % porota | Celkem | Porota | Diváci | Izrael | Polsko | San Marino | Albánie | Malta  | Estonsko | Severní Makedonie | Ázerbájdžán | Norsko | Španělsko | Rakousko | Spojené království | Itálie | Slovinsko | Řecko  | Lotyšsko | Irsko  | Moldavsko | Srbsko | Bulharsko | Kypr   | Belgie | Německo | Austrálie | Finsko | Portugalsko | Ukrajina | Island | Rumunsko | Chorvatsko | Česko  | Gruzie | Litva  | Dánsko | Rusko  | Francie | Švédsko | Švýcarsko | Nizozemsko |
| - Hlasování: - 100 % diváci - 100 % porota | - Hlasování: - 100 % diváci - 100 % porota |        |        |        |        |        |            |         |        |          |                   |             |        |           |          |                    |        |           |        |          |        |           |        |           |        |        |         |           |        |             |          |        |          |            |        |        |        |        |        |         |         |           |            |
| Země                                       | Kypr                                       | 94     | 50     | 44     |        |        | 8          | 2       | 2      |          | 6                 |             |        |           |          |                    |        |           | 12     |          |        |           | 2      |           |        |        |         |           |        |             |          |        |          |            |        |        |        |        | 12     |         |         |           |            |
| Země                                       | Albánie                                    | 57     | 22     | 35     |        |        |            |         |        |          | 10                |             |        |           |          |                    | 10     |           | 7      |          |        |           |        |           |        |        |         |           |        |             |          |        |          | 1          |        |        |        |        |        |         |         | 7         |            |
| Země                                       | Izrael                                     | 93     | 73     | 20     |        |        |            |         |        |          |                   | 12          |        |           |          |                    |        |           |        |          |        |           |        |           | 2      |        |         |           |        |             |          |        | 1        |            |        |        |        |        |        | 5       |         |           |            |
| Země                                       | Belgie                                     | 74     | 71     | 3      |        |        |            |         |        |          |                   |             |        |           |          |                    |        |           |        |          |        |           |        |           |        |        |         |           |        |             | 1        |        |          |            |        |        | 2      |        |        |         |         |           |            |
| Země                                       | Rusko                                      | 204    | 104    | 100    | 10     | 2      | 1          |         |        | 6        | 1                 | 6           |        |           |          |                    | 7      | 1         | 1      | 10       |        | 12        | 6      | 7         | 3      |        | 5       |           | 1      | 1           | 4        |        |          | 3          | 5      | 4      | 4      |        |        |         |         |           |            |
| Země                                       | Malta                                      | 255    | 208    | 47     | 5      |        |            |         |        |          |                   |             | 3      | 3         | 2        | 6                  |        |           | 3      |          | 4      |           |        |           | 1      | 2      |         | 8         |        |             |          | 3      | 2        |            |        |        |        | 2      |        |         | 2       |           | 1          |
| Země                                       | Portugalsko                                | 153    | 126    | 27     |        |        |            |         |        |          |                   |             |        | 1         |          |                    |        |           |        |          | 2      |           |        |           |        |        |         |           |        |             |          | 2      |          |            |        |        |        |        |        | 8       |         | 8         | 6          |
| Země                                       | Srbsko                                     | 102    | 20     | 82     |        |        |            |         | 4      |          | 12                |             |        |           | 12       |                    | 4      | 12        |        |          |        |           |        | 5         |        |        | 3       | 2         |        |             |          |        |          | 12         |        |        |        |        |        | 3       | 1       | 12        |            |
| Země                                       | Spojené království                         | 0      | 0      | 0      |        |        |            |         |        |          |                   |             |        |           |          |                    |        |           |        |          |        |           |        |           |        |        |         |           |        |             |          |        |          |            |        |        |        |        |        |         |         |           |            |
| Země                                       | Řecko                                      | 170    | 91     | 79     |        |        | 7          | 8       |        |          |                   |             |        |           |          |                    |        | 8         |        |          |        | 7         | 3      | 2         | 12     |        |         |           |        | 2           |          |        |          |            | 8      | 12     |        |        |        |         |         |           | 10         |
| Země                                       | Švýcarsko                                  | 432    | 267    | 165    | 6      | 7      | 3          | 12      |        | 2        | 7                 | 4           | 2      | 7         | 5        | 1                  |        | 5         | 4      | 4        | 3      | 4         | 1      | 3         |        | 4      | 2       | 5         | 7      | 6           | 7        | 6      | 5        | 5          | 3      |        | 6      | 6      | 5      | 6       | 5       |           | 7          |
| Země                                       | Island                                     | 378    | 198    | 180    | 1      | 8      |            |         | 5      | 3        |                   |             | 10     | 5         | 10       | 10                 | 6      | 3         |        | 5        | 10     |           | 5      |           |        | 5      | 6       | 12        | 12     | 3           | 6        |        |          | 4          | 7      | 1      | 3      | 12     | 1      | 4       | 10      | 5         | 8          |
| Země                                       | Španělsko                                  | 6      | 6      | 0      |        |        |            |         |        |          |                   |             |        |           |          |                    |        |           |        |          |        |           |        |           |        |        |         |           |        |             |          |        |          |            |        |        |        |        |        |         |         |           |            |
| Země                                       | Moldavsko                                  | 115    | 53     | 62     |        |        | 6          | 7       |        |          |                   | 1           |        |           |          |                    | 2      |           |        |          |        |           |        |           |        |        |         |           | 2      | 8           |          |        | 12       |            | 12     | 2      |        |        | 3      | 7       |         |           |            |
| Země                                       | Německo                                    | 3      | 3      | 0      |        |        |            |         |        |          |                   |             |        |           |          |                    |        |           |        |          |        |           |        |           |        |        |         |           |        |             |          |        |          |            |        |        |        |        |        |         |         |           |            |
| Země                                       | Finsko                                     | 301    | 83     | 218    | 4      | 6      | 4          | 3       | 7      | 12       | 2                 | 5           | 6      | 2         | 4        | 7                  | 8      | 4         | 6      | 8        | 5      | 5         | 7      | 8         | 4      | 6      | 8       | 3         |        | 5           | 8        | 12     | 6        | 6          | 4      |        | 7      | 7      | 8      | 1       | 12      | 4         | 4          |
| Země                                       | Bulharsko                                  | 170    | 140    | 30     |        |        | 2          | 5       |        |          |                   |             |        | 8         |          | 8                  |        |           |        |          |        |           |        |           | 7      |        |         |           |        |             |          |        |          |            |        |        |        |        |        |         |         |           |            |
| Země                                       | Litva                                      | 220    | 55     | 165    | 3      | 4      |            |         | 6      | 10       |                   |             | 12     | 4         | 3        | 12                 | 5      |           |        | 12       | 12     | 2         |        |           | 5      | 7      | 12      | 6         | 5      |             | 10       | 4      | 3        |            | 1      | 10     |        | 4      | 2      |         | 7       | 1         | 3          |
| Země                                       | Ukrajina                                   | 364    | 97     | 267    | 12     | 12     | 5          | 4       | 1      | 5        | 4                 | 8           | 5      | 6         | 7        | 4                  | 12     | 7         | 5      | 6        | 8      | 10        | 8      | 6         | 6      | 10     | 4       | 10        | 10     | 10          |          | 8      | 7        | 8          | 10     | 6      | 12     | 1      | 7      | 12      | 4       | 2         | 5          |
| Země                                       | Francie                                    | 499    | 248    | 251    | 8      | 5      | 10         | 6       | 3      | 7        | 5                 | 2           | 4      | 12        | 6        | 5                  | 1      | 6         | 8      | 3        | 7      | 6         | 10     | 10        | 8      | 12     | 10      | 4         | 6      | 12          | 5        | 7      | 8        | 7          | 2      | 5      | 8      | 3      | 6      |         | 6       | 6         | 12         |
| Země                                       | Ázerbájdžán                                | 65     | 32     | 33     | 2      |        |            |         |        |          | 3                 |             | 1      |           |          |                    |        |           | 2      |          |        | 1         | 4      | 4         |        |        |         |           |        |             | 3        |        | 4        | 2          |        | 3      |        |        | 4      |         |         |           |            |
| Země                                       | Norsko                                     | 75     | 15     | 60     |        | 3      |            |         | 10     | 4        |                   | 7           |        |           | 1        | 2                  |        | 2         |        | 2        |        |           |        |           |        | 1      | 1       | 1         | 4      |             |          | 1      |          |            |        |        | 5      | 8      |        |         | 8       |           |            |
| Země                                       | Nizozemsko                                 | 11     | 11     | 0      |        |        |            |         |        |          |                   |             |        |           |          |                    |        |           |        |          |        |           |        |           |        |        |         |           |        |             |          |        |          |            |        |        |        |        |        |         |         |           |            |
| Země                                       | Itálie                                     | 524    | 206    | 318    | 7      | 10     | 12         | 10      | 12     | 8        | 8                 | 10          | 7      | 10        | 8        | 3                  |        | 10        | 10     | 7        | 6      | 8         | 12     | 12        | 10     | 8      | 7       | 7         | 8      | 7           | 12       | 5      | 10       | 10         | 6      | 8      | 10     | 5      | 10     | 10      | 3       | 10        | 2          |
| Země                                       | Švédsko                                    | 109    | 46     | 63     |        | 1      |            | 1       | 8      | 1        |                   |             | 8      |           |          |                    |        |           |        | 1        | 1      | 3         |        | 1         |        | 3      |         |           | 3      | 4           | 2        | 10     |          |            |        |        | 1      | 10     |        | 2       |         | 3         |            |
| Země                                       | San Marino                                 | 50     | 37     | 13     |        |        |            |         |        |          |                   | 3           |        |           |          |                    | 3      |           |        |          |        |           |        |           |        |        |         |           |        |             |          |        |          |            |        | 7      |        |        |        |         |         |           |            |

#### 12 bodů
Níže je souhrn 12bodových hodnocení, která získaly jednotlivé země od porot a diváků ve finále. Tučně jsou vyznačeny země, které získaly 12 bodů od porot i diváků.
| # | Země        | 12 bodů od porot                                                                         |
| - | ----------- | ---------------------------------------------------------------------------------------- |
| 8 | Francie     | Německo, Irsko, Nizozemsko, San Marino, Srbsko, Španělsko, Švýcarsko, Spojené království |
| 8 | Švýcarsko   | Albánie, Belgie, Dánsko, Estonsko, Finsko, Island, Izrael, Lotyšsko                      |
| 4 | Itálie      | Chorvatsko, Gruzie, Slovinsko, Ukrajina                                                  |
| 4 | Malta       | Austrálie, Norsko, Rumunsko, Švédsko                                                     |
| 2 | Bulharsko   | Moldavsko, Portugalsko                                                                   |
| 2 | Řecko       | Kypr, Francie                                                                            |
| 2 | Moldavsko   | Bulharsko, Rusko                                                                         |
| 1 | Albánie     | Malta                                                                                    |
| 1 | Kypr        | Řecko                                                                                    |
| 1 | Island      | Rakousko                                                                                 |
| 1 | Litva       | Itálie                                                                                   |
| 1 | Portugalsko | Česko                                                                                    |
| 1 | Rusko       | Ázerbájdžán                                                                              |
| 1 | San Marino  | Polsko                                                                                   |
| 1 | Srbsko      | Severní Makedonie                                                                        |
| 1 | Ukrajina    | Litva                                                                                    |

| # | Země      | 12 bodů od diváků                                             |
| - | --------- | ------------------------------------------------------------- |
| 5 | Itálie    | Bulharsko, Malta, San Marino, Srbsko, Ukrajina                |
| 5 | Litva     | Německo, Irsko, Lotyšsko, Norsko, Spojené království          |
| 5 | Srbsko    | Rakousko, Chorvatsko, Severní Makedonie, Slovinsko, Švýcarsko |
| 5 | Ukrajina  | Francie, Izrael, Itálie, Litva, Polsko                        |
| 4 | Francie   | Belgie, Nizozemsko, Portugalsko, Španělsko                    |
| 3 | Finsko    | Estonsko, Island, Švédsko                                     |
| 3 | Island    | Austrálie, Dánsko, Finsko                                     |
| 2 | Kypr      | Řecko, Rusko                                                  |
| 2 | Řecko     | Kypr, Gruzie                                                  |
| 2 | Moldavsko | Česko, Rumunsko                                               |
| 1 | Izrael    | Ázerbájdžán                                                   |
| 1 | Rusko     | Moldavsko                                                     |
| 1 | Švýcarsko | Albánie                                                       |

## Ostatní země
Podmínkou pro účast v soutěži je aktivní členství v Evropské vysílací unii (EVU), díky kterému je daný stát schopný soutěž vysílat. Pozvánku dostávají každoročně všichni členové unie.

### Aktivní členové EVU
- Andorra – V listopadu roku 2019 vládnoucí politická strana Demokraté pro Andorru prohlásila, že by se země mohla do soutěže vrátit, pokud se neukáže, že by takový krok byl příliš nákladný.[22] Susanne Georgi, reprezentantka Andorry v roce 2009, v květnu roku 2020 uvedla, že zajistila finanční prostředky potřebné pro návrat země do soutěže. V červnu 2020 ale veřejnoprávní vysílatel Ràdio i Televisió d'Andorra oznámil, že se Andorra ročníku nezúčastní.[23]
- Arménie – Země svou účast v ročníku původně potvrdila a měla stejně jako v předchozím, zrušeném ročníku zajištěné místo ve druhé polovině druhého semifinále. V měsících před Eurovizí nicméně ze země nepřicházely žádné nové zprávy ohledně příprav soutěž, až bylo nakonec 5. března 2021 místním vysílatelem Public Television Company of Armenia oznámeno odhlášení z ročníku. Důvodem jsou důsledky občansko-politických bojů o oblast Náhorního Karabachu, kvůli kterým země již dříve odstoupila i z dětské Eurovize. Problémem byl i nedostatek času.[13][12]
- Bosna a Hercegovina – V říjnu roku 2020 místní vysílatel potvrdil, že se země z důvodu finančních problémů do ročníku nezapojí. Stát byl naposledy součástí Eurovize v roce 2016.[24]
- Černá Hora – Místní vysílatel RTCG v říjnu 2020 potvrdil, že Černá Hora nebude součástí ročníku 2021. Totéž bylo potvrzeno již pro rok 2020, důvodem byly slabé výsledky a náklady se soutěží spojené.[25]
- Lucembursko – V červenci 2020 RTL Télé Lëtzebuerg potvrdilo, že Lucembursko se nezúčastní soutěže v roce 2021, přičemž uvedlo, že se v současnosti nezaměřuje na zábavní a hudební pořady a že účast v soutěži by byla příliš nákladná.[26]
- Maďarsko – Maďarsko se v roce 2021 soutěže nezúčastní. Důvod tohoto rozhodnutí nebyl oznámen.
- Maroko – Tiskový mluvčí marocké televize SNRT Karim Sbai v únoru roku 2020 prohlásil, že navzdory různým zvěstem zatím o možnosti návratu Maroka do soutěže s televizí nikdo nejednal.[27]
- Monako – Neúčast země byla potvrzena v září 2020.[28]
- Slovensko – RTVS potvrdila neúčast Slovenska v srpnu 2020.[29]
- Turecko – V květnu 2020 Faruk Kaymakci, turecký náměstek ministra zahraničních věcí a ředitel pro záležitosti EU, uvedl, že doufá, že se jeho země ročníku 2021 zúčastní.[30]

### Přidružení členové EVU
- Kazachstán – V srpnu 2020 EVU prohlásila, že nehodlá Kazachstán pozvat do následujícího ročníku.[31]
- USA – V lednu roku 2020 EVU prohlásila, že pokud se chystaný American Song Contest ukáže jako úspěšný, tak zváží možnost účasti USA na Eurovizi.[32]

### Nečlenské země EVU
- Kosovo – V srpnu 2020 EVU prohlásila, že nehodlá Kosovo pozvat do následujícího ročníku.[31]
- Lichtenštejnsko – V červenci 2020 lichtenštejnská televizní stanice 1 FL TV oznámila, že v roce 2021 vyloučila debutování. Vysílatel se v minulosti pokusil stát se členem EVU, ale zastavil své plány, když jeho ředitel Peter Kölbel neočekávaně zemřel. Rovněž vysílatel také uvedl, že by byla potřeba podpora od lichtenštejnské vlády, aby stanice mohla nést náklady spojené s členstvím v EVU a platit účastnický poplatek za soutěž.[33]

## Incidenty

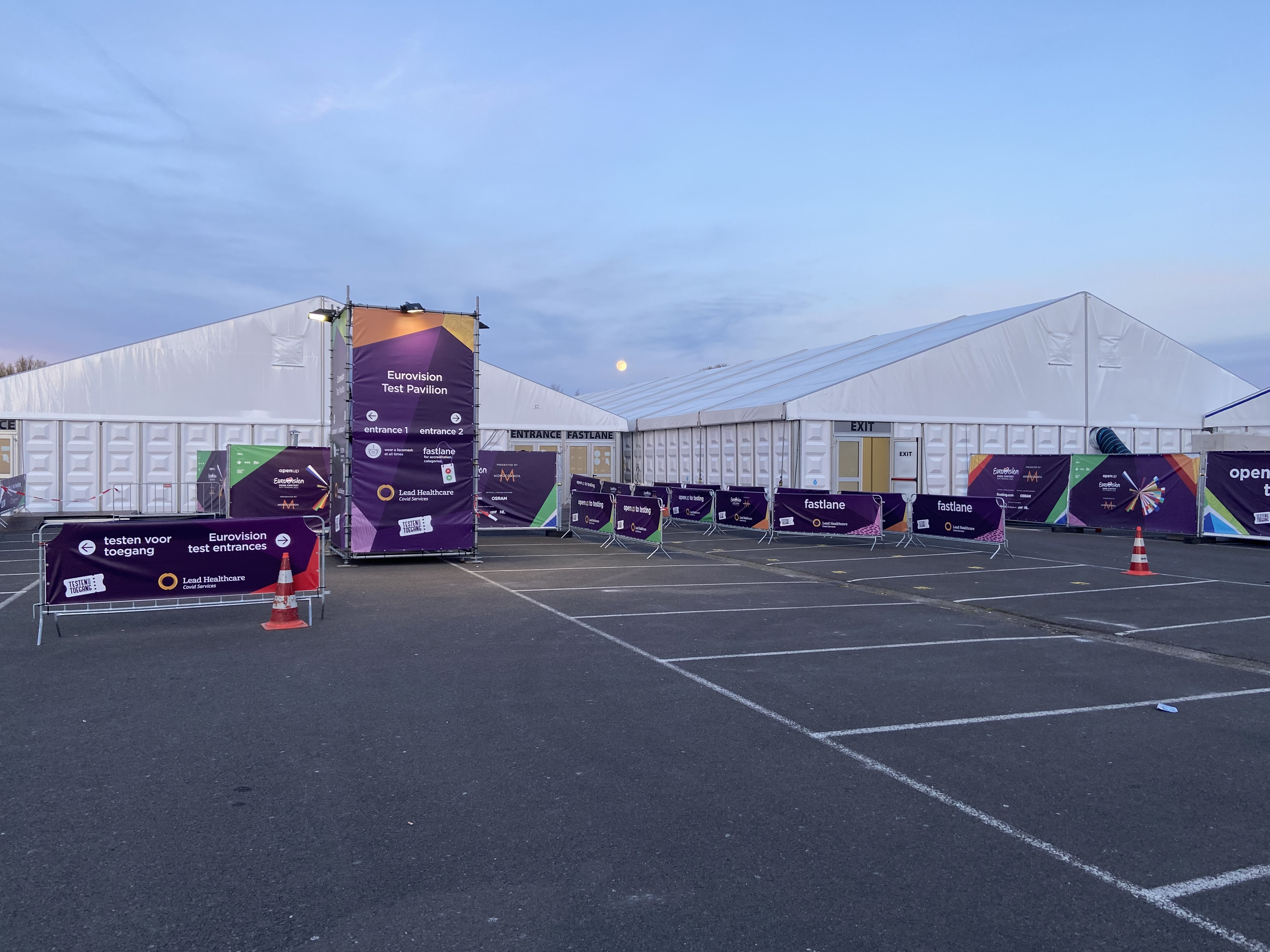
Pavilon na testování onemocnění COVID-19.

### Kypr
Na zveřejnění písně „El Diablo“ reagovali pravoslavní křesťané na Kypru. Petici, kterou církev iniciovala a ve které žádali vládu o nahrazení zvolené písně, podepsalo přes 16 000 lidí. Mimo jiné zdůrazňovali, že píseň má reflektovat místní historii a tradice a ne vyzdvihovat ďábla. Mluvčí kyperského prezidenta nicméně potvrdil, že nebude zasahováno do svobod umělce a že skladba se měnit nebude. Následně několik neznámých volajících pohrozilo podpálením sídla veřejnoprávní televize (RIK). Jeden muž také uvnitř budovy rozhlasu urážel zaměstnance, skladba podle něho vzývá satana a uráží křesťany. Muž byl zatčen policií. Interpretka i samotná televize píseň obhajovali tím, že se nejedná o uctívání ďábla, ale o boj mezi dobrem a zlem, konkrétně se jedná o příběh mladé ženy, která se zamilovala do hrubiána a nyní se snaží ze vztahu vymanit. Muž či samotný vztah jsou označováni jako el diablo, tedy ďábel.

### Bělorusko
V lednu 2021 se Aliance liberálů a demokratů pro Evropu, na popud Fondu solidarity pro kulturu v Bělorusku, pokusila prosadit vyloučení běloruské státní televize, Belaruskaja Tele-Radio Campanija (BTRC), z EVU z důvodu porušování lidských práv v zemi a uvalení sankcí na řadu osobností, mimo jiné také na ředitele státní televize. Takový krok by znamenal, že by země přišla o možnost účastnit se Eurovize v roce 2021. Generální ředitel EVU Noel Curran v únoru prohlásil, že „Eurovize je hudební soutěž bez politické agendy“ a k vyloučení tak nevidí důvod.
K odhalení běloruské skladby došlo 9. března 2021, státní televize do soutěže vyslala skupinu Galasy ZMesta s písní „Ya Nauchu Tebya (I’ll Teach You)“. Výběr se setkal s tvrdou kritikou, jelikož text má silný politický podtext a porušuje tak pravidla Eurovize. Fanoušci soutěže v reakci spustili online petici, ve které požadovali diskvalifikaci Běloruska. Postupně se proti skupině vymezili také další umělci, státy nebo žurnalisté v čele s webem Eurovoix, kteří rovněž požadovali nápravu vzniklé situace.
11. března 2021 EVU rozhodla o vyřazení skladby a vyzvala BTRC k úpravě textu nebo nahrazení písně. O dva dny později běloruský prezident Alexandr Lukašenko veřejně prohlásil, že Bělorusko neupraví text písně, ale připraví novou. 26. března EVU oznámila, že Bělorusko bylo ze soutěže diskvalifikováno. BTRC sice zaslala novou píseň „Pesnja pro zajcev“ v požadované lhůtě, i ta ale po prozkoumání porušovala eurovizní pravidla. Přesný důvod diskvalifikace nebyl specifikován, text má ale očividný nejen politický, ale také homofobní podtext. Jelikož nebyla v termínu, který byl dokonce mimořádně prodloužen, zaslána způsobilá píseň, musela být země z ročníku vyloučena. Rozhodnutí následně kritizoval šéf státní televize, označil ho za „politicky motivované“.

### Ukrajina
Před druhou zkouškou 12. května byla umístěna do karantény zpěvačka ukrajinské skupiny Go_A Kateryna Pavlenko poté, co se necítila dobře. V souladu s bezpečnostními a zdravotními protokoly ostatní členové ukrajinské delegace podstoupili mimořádné antigenní testy, které byly negativní. Zbytek skupiny se tak zkoušky zúčastnil s náhradní nizozemskou zpěvačkou Emmie van Stijnovou. Následující den, poté, co dorazil negativní výsledek PCR testu, se Pavlenko mohla vrátit zpět k běžnému programu.

### Absence na zahajovacím ceremoniálu
Všichni členové jednotlivých delegací, štáb i novináři musí každých 48 hodin podstoupit rychlý antigenní test. V rámci tohoto testování byl 15. května objeven jeden pozitivní případ v polské delegaci a všichni její členové byli umístění do karantény, kde podstoupili PCR testy. Polský interpret se tak nemohl zúčastnit zahajovacího ceremoniálu v neděli 16. května. Stejný osud potkal islandskou delegaci, jeden pozitivní člen byl odhalen 16. května. Z preventivních důvodů se akce nezúčastnily také delegace Malty a Rumunska, které bydlely ve stejném hotelu jako Polsko a Island. U jednoho z členů islandské skupiny se nákaza potvrdila ve středu 19. května, skupina proto nemohla vystoupit živě a využila záznam připravený v rámci 2. zkoušky.

## Další ocenění

### Cena Marcela Bezençona
Cenu Marcela Bezençona mohou získat písně, které zazní během finálového večera. Ceny, které jsou rozděleny do tří kategorií, jsou udělovány od roku 2002. Vítězové v novinářské, komentátorské a skladatelské kategorii byli oznámeni krátce před finálovým večerem.
| Kategorie     | Země      | Píseň            | Interpret     | Skladatel                                      |
| ------------- | --------- | ---------------- | ------------- | ---------------------------------------------- |
| Komentátorská | Francie   | „Voilà“          | Barbara Pravi | Barbara Pravi, Igit, Lili Poe                  |
| Skladatelská  | Švýcarsko | „Tout l'univers“ | Gjon's Tears  | Gjon Muharremaj, Wouter Hardy, Nina Sampermans |
| Novinářská    | Francie   | „Voilà“          | Barbara Pravi | Barbara Pravi, Igit, Lili Poe                  |
| Zdroj:        |           |                  |               |                                                |

### OGAE
OGAE je mezinárodní organizace sdružující fanoušky Eurovize. V rámci té sestavují jednotlivé národní fankluby pořadí nejlepších 10 čísel, které je zveřejněno několik dní před zahájením soutěže. V roce 2021 vyhrála Malta těsně před Švýcarskem, Česko skončilo spolu s dalšími devíti státy bez bodu na posledním místě.
| Země      | Interpret       | Píseň            | Počet bodů |
| --------- | --------------- | ---------------- | ---------- |
| Malta     | Destiny         | „Je me casse“    | 363        |
| Švýcarsko | Gjon's Tears    | „Tout l'univers“ | 358        |
| Francie   | Barbara Pravi   | „Voilà“          | 318        |
| Litva     | The Roop        | „Discoteque“     | 301        |
| Kypr      | Elena Tsagrinou | „El Diablo“      | 238        |

### Cena Barbary Dex
Cena Barbary Dex je humorné ocenění, které věnují fanoušci soutěže interpretovi, který je nejhůře oblečen. Je pojmenovaná po belgické soutěžící, která skončila v roce 1993 na posledním místě a které oblékla vlastnoručně navržený kostým. Od roku 1997 do roku 2016 cenu uděloval web House of Eurovision, od roku 2017 Songfestival.be.
| Umístění | Země               | Interpret    |
| -------- | ------------------ | ------------ |
| 1        | Norsko             | Tix          |
| 2        | Rumunsko           | Roxen        |
| 3        | Chorvatsko         | Albina       |
| 4        | Spojené království | James Newman |
| 5        | Izrael             | Eden Alene   |